# Masacre de la escuela Shadia Abu Ghazala
La masacre de la escuela Shadia Abu Ghazala tuvo lugar el 13 de diciembre de 2023, o unos días antes, cuando se descubrieron los cuerpos de quince palestinos en la escuela Shadia Abu Ghazala, incluidas mujeres, niños y bebés, baleados a quemarropa, la escuela está situada al oeste del campo de refugiados de Jabalia en Al-Faluja, Franja de Gaza. La instalación educativa había sido utilizada como refugio por los palestinos que se habían visto obligados a abandonar sus casas por los intensos bombardeos israelíes y había estado rodeada por las Fuerzas de Defensa de Israel (FDI) durante varios días. Imágenes y vídeos publicados varios días después mostraban importantes daños en el interior de la escuela, así como cadáveres amontonados en las aulas, algunos en avanzado estado de descomposición. Según relataron los testigos presenciales las víctimas habían sido asesinadas a tiros a quemarropa por soldados israelíes.

## Testigos
Testigos presenciales informaron que las víctimas habían sido asesinadas a tiros a quemarropa por soldados israelíes. Una mujer declaró: «Se llevaron a todos los hombres, luego entraron a las aulas y abrieron fuego contra una mujer y todos los niños que la acompañaban».
Un abuelo de algunas de las víctimas declaró que los soldados de las FDI habían entrado en la escuela y comenzaron a disparar indiscriminadamente, afirmando: «Son mis hijos y nietos. ¿Por qué les dispararon delante de mis ojos?».
El padre de una de las víctimas dijo que estaba dormido con su esposa y sus seis hijos cuando los soldados israelíes «irrumpieron repentinamente» en la escuela. «Entraron al salón de clases en el que estábamos y dispararon directamente contra los presentes sin pronunciar palabra».
El hermano de una de las víctimas afirmó que al regresar al lugar encontró los cuerpos de sus familiares baleados a quemarropa, «hinchados y llenos de gusanos».

## Reacciones
El grupo de derechos humanos Euro-Med Monitor afirmó que las víctimas fueron sometidas a «ejecuciones en el campo» mientras eran interrogadas. El Consejo de Relaciones estadounidenses-islámicas pidió a la administración Biden que responda a los informes sobre la masacre